# Vibrissea guernisacii
Vibrissea guernisacii är en svampart som beskrevs av P. Crouan & H. Crouan 1867. Vibrissea guernisacii ingår i släktet Vibrissea och familjen Vibrisseaceae.   Inga underarter finns listade i Catalogue of Life.